# Styringomyia idioformosa
Styringomyia idioformosa är en tvåvingeart som beskrevs av Hynes 1987. Styringomyia idioformosa ingår i släktet Styringomyia och familjen småharkrankar. Inga underarter finns listade i Catalogue of Life.